# Dicolpus primitivus
Dicolpus primitivus is een insect uit de familie van de vlinderhaften (Ascalaphidae), die tot de orde netvleugeligen (Neuroptera) behoort. 
Dicolpus primitivus is voor het eerst wetenschappelijk beschreven door Van der Weele in 1909.